# Lophotyna khumbuensis
Lophotyna khumbuensis är en fjärilsart som beskrevs av Mamoru Owada 1981. Lophotyna khumbuensis ingår i släktet Lophotyna och familjen nattflyn. Inga underarter finns listade i Catalogue of Life.